# Stephen O. Murray
Stephen O. Murray (4 de mayo de 1950-27 de agosto de 2019) fue un antropólogo, sociólogo y académico independiente estadounidense residente en San Francisco, California. Era conocido por su extenso trabajo académico sobre sociología, antropología e historia comparada de las minorías sexuales y de género sobre sociolingüística, historia de las ciencias sociales y como un importante editor y organizador de trabajos académicos en estas áreas. 

## Trayectoria
Stephen Murray creció en la zona rural de Minnesota. Stephen Murray, formó parte de la segunda promoción del James Madison College de la Universidad Estatal de Míchigandonde estudió una doble especialización en psicología social y en justicia, moralidad y democracia constitucional. Obtuvo su maestría en sociología de la Universidad de Arizona en 1975 y se doctoró en sociología por la Universidad de Toronto en 1979, para después  realizar una formación postdoctoral en antropología en la Universidad de California, Berkeley (1980 – 1982).
Su trabajo incluyó estudios en sociolingüística, la historia de las ciencias sociales (antropología, sociología, lingüística ) y extensas publicaciones sobre las organizaciones sociales históricas y transculturales de la homosexualidad. Sus principales áreas de trabajo de campo fueron América del Norte, Estados Unidos, México, Canadá y Taiwán (con su pareja Keelung Hong). También coeditó libros sobre la homosexualidad en el África subsahariana y en todo el mundo islámico con Will Roscoe.
Con Regna Darnell, coeditó la serie monográfica "Estudios críticos en la historia de la antropología" para la University of Nebraska Press. Trabajó durante más de una década en salud pública con los departamentos de salud de los condados de California y también escribió sobre temas de salud pública, específicamente en lo que respecta al VIH / sida.
Ocupó cargos en los consejos editoriales de varias revistas de ciencias sociales, incluido el Journal of Homosexuality y el Histories of Anthropology Annual, y fue colaborador de la enciclopedia en línea de la cultura gay, lesbiana, bisexual, transgénero y queer, GLBTQ y otras obras de referencia. Fue colaborador habitual de epinions.comy de la Associatedcontent.com.
Stephen Murray se murió en San Francisco, California, el 27 de agosto,2019, de complicaciones relacionados con un Linfoma de células B.

## Publicaciones seleccionadas
- Murray, Stephen O (1995), Latin American Male Homosexualities, University of New Mexico Press, ISBN 978-0-8263-1658-5.
- Murray, Stephen O (1996), American gay, University of Chicago Press, ISBN 978-0-226-55193-7.
- Murray, Stephen O (1996), Angkor Life, Bua Luang Books, ISBN 978-0-942777154.
- Murray, Stephen O; Roscoe, Will (1997), Islamic Homosexualities: Culture, history, and literature, New York University Press, ISBN 978-0-8147-7468-7.
- Murray, Stephen O; Roscoe, Will (1998), Boy-wives and Female Husbands: Studies in African homosexualities, St. Martin's Press, ISBN 978-0-312-23829-2.
- Murray, Stephen O (1998), American Sociolinguistics: Theorists and theory groups, Amsterdam, ISBN 978-1-55619-532-7. (Rev. ed. of Theory groups and the study of language in North America: a social history (1994).
- Murray, Stephen O (2000), Homosexualities, University of Chicago Press, ISBN 978-0-226-55194-4.
- Murray, Stephen O (2002), Pacific Homosexualities, Writers Club Press / iUniverse, ISBN 0-595-22785-6.
- Hong, Keelung; Murray, Stephen O (2005), Looking through Taiwan: American anthropologists' collusion with ethnic domination, University of Nebraska press, ISBN 978-0-8032-2435-3.
- Murray, Stephen O (2012), Pieces for a History of Gay Studies, Obregón.
- Murray, Stephen O (2012), Reading Sicily (in English), Obregón.
- Murray, Stephen O (2012), Collected Stories, Obregón..
- Murray, Stephen O (2012), Reading 20th-Century Italian Fiction, Obregón.
- Murray, Stephen O (2012), 21st-Century Representation of Muslim Homosexualities, Obregón.
- Murray, Stephen O (2013), An Introduction to African Cinema, Obregón.
- Murray, Stephen O (2013), American Anthropology and Company: Historical Explorations, University of Nebraska Press., ISBN 978-0803243958.